# Stade İsmet-Paşa
Le stade İsmet-Paşa (en turc: İzmit İsmet Paşa Stadyumu), se situe à İzmit.
La capacité totale du stade est de 16 750. Le club résident est Kocaelispor disputant ses matchs en 2. Lig.

## Histoire
Construit en 1972, le stade nommé d'après l'homme politique İsmet İnönü, était le terrain de jeu du Kocaelispor, en 2013 est annoncée la construction d'un nouveau stade de 34 000 places. Après la mise en service du nouveau stade en 2018, le stade İsmet-Paşa est démoli pour laisser la place à un quartier résidentiel.